# Põhja-Tallinn
Põhja-Tallinn (magyarul: Észak-Tallinn) Észtország fővárosának, Tallinnak az egyik kerülete (linnaosa). A Tallinni-öböl partján fekszik, a kerület egy abba benyúló földnyelvet képez. Területe 17,3 km². Lakossága 2014. november 1-jei állapot szerint 58 926 fő volt.
A kerület kilenc városrészre (asum) tagolódik: Kalamaja, Karjamaa, Kelmiküla, Kopli, Merimetsa, Paljassaare, Pelgulinn, Pelguranna és Sitsi. Közülük az egy- és kétszintes faházakkal beépített Kalamaja Tallinn legrégebbi lakott településrészei közé tartozik.